# Смирдан (Бузеу)
Смирдан (рум. Smârdan) — село у повіті Бузеу в Румунії. Входить до складу комуни Бредяну.
Село розташоване на відстані 75 км на північний схід від Бухареста, 30 км на південь від Бузеу, 112 км на південний захід від Галаца, 129 км на південний схід від Брашова.

## Населення
За даними перепису населення 2002 року у селі проживали 1104 особи, усі — румуни. Усі жителі села рідною мовою назвали румунську.